# Mujeriego (álbum)
Mujeriego es el nombre del 29°. álbum de estudio grabado por el intérprete mexicano José José. Fue lanzado al mercado bajo el sello discográfico BMG U.S. Latin el 24 de octubre de 1995, el segundo álbum que realiza bajo la producción musical del cantautor argentino Roberto Livi, quién ya trabajó en el álbum anterior del intérprete 40 y 20 (1992).
A dos años de haber dejado el alcoholismo, nuevamente se encumbra en la cima del éxito logrando ubicar en el Top Ten latino los sencillos Mujeriego, Bohemio, No valió la pena, Llora corazón, Dónde andarás, Dele gracias a la vida, Olvídame y Mañana sí. Los temas La vida pasa y Vas a ver también fueron lanzados como sencillos, pero no llegaron al top 10 como el resto de sencillos del álbum. Todos los sencillos fueron publicados entre 1995 y 1996.

## Lanzamiento y promoción
Este disco, fue grabado en Miami, Florida durante 1995, José José fue entrevistado en una publicación por el Diario de Xalapa realizada el 27 de Octubre de 1995|, comenta que el nombre de este álbum fue pensado para llamar la atención del publico:
"Creo que es un elemento que llama la atención. De ninguna manera es un canto al machismo, ¡no! Es tan solo una manera de narrar las experiencias que vive un hombre al estar rodeado de mujeres... Desde el cuidado de una madre, pasando por las novias  y la esposa. Soy feminista, siempre lo he dicho, por eso con este disco le rindo un homenaje a las mujeres"
Una vez dicho esto, hubo una selección de los temas, a la compañía no le agrado el tema que da titulo al álbum, pero por diversas razones, el tema se quedo en el álbum. Dentro de este álbum se fusionan no solo balada, también cumbias, vallenato, tango y ritmos andinos. Esto se puede comprobar en temas como "Llora corazón"  y  "Donde andarás".
Para su promoción, fue llevado al show de Paco Stanley donde los temas son explicados un poco mas a fondo en México y al Show de las estrellas en Colombia.  además se hicieron 3 videos musicales: Mujeriego, No Valió la pena y la Vida Pasa, este ultimo, no ha sido publicado por Vevo.

## Lista de canciones
Todos las canciones escritas y compuestas por Roberto Livi y Rafael Ferro García.

| Mujeriego |                          |                                   |          |  |
| N.º       | Título                   | Escritor(es)                      | Duración |  |
| 1.        | «Mañana sí»              | Roberto Livi, Rafael Ferro García | 3:50     |  |
| 2.        | «Olvídame»               | Roberto Livi, Rafael Ferro García | 3:45     |  |
| 3.        | «No valió la pena»       | Roberto Livi, Rafael Ferro García | 3:31     |  |
| 4.        | «Llora corazón»          | Roberto Livi, Rafael Ferro García | 3:00     |  |
| 5.        | «Mujeriego»              | Roberto Livi, Rafael Ferro García | 3:46     |  |
| 6.        | «Bohemio»                | Roberto Livi, Rafael Ferro García | 4:30     |  |
| 7.        | «Dónde andarás»          | Roberto Livi, Rafael Ferro García | 3:35     |  |
| 8.        | «La vida pasa»           | Roberto Livi, Rafael Ferro García | 4:25     |  |
| 9.        | «Vas a ver»              | Roberto Livi, Rafael Ferro García | 3:58     |  |
| 10.       | «Dele gracias a la vida» | Roberto Livi, Rafael Ferro García | 3:40     |  |

## Créditos y personal
Producción
- José José - Voz
- Rafael Ferro García - Arreglos.
- Roberto Livi - Dirección y producción.
- Ron Taylor - Ingeniería
- Marcelo Añez - Asistente de ingeniería
- Juan Mardi - Coordinación de producción
- Mike Couzzi - Ingeniería (Bases y mezcla)
- J.C. Ulloa - Ingeniería (Voz, percusión, coros)
- Ted Stein - Ingeniería (Voz, coros, trompeta)
- Shawn Michael - Ingeniería (Cuerdas)
- Mark Gruber, Marcelo Añez, Chris Carrol - Asistentes de ingeniería

| Músicos - Lee Levin - Batería - Julio Hernández - Bajo - Rafael Ferro García - Pianos - Grant Geissman - Guitarras - Léster Méndez, Eddy Montilla - Teclados - John J. Dee - Oboe - Miguel Arrabal - Bandoneón - Teddy Mulet - Trompeta y trombón. - Ed Calle - Saxo tenor (Cortesía de Sony Latin Jazz Records) - Pedro Iñiguez - Acordeón (Agradecimiento a José Luis Ayala del grupo "Los Humildes Hermanos Ayala") - Arturo Sandoval (Agradecimiento especial) - Trompeta - Rafael Padilla - Percusión - Jeanny Cruz, Margaret Cruz, Rita Quintero - Coros - Wendy Pederson, George Noriega, Rodolfo Castillo, Raúl Sterling - Coros | - Pavel Farkas - Concert Master - Gail Cruz Farkas, Ruth Bruegger Johnson, Hakop Mekinyan, Olga Babtchinskaia - Violines - Kirsten Fife, Jing Lou, Jeff Corwin, Cameron Patrick, Margarita Trager - Violines - Nicole Bush, Michael Harrison, Jarda Kettner, Edward Persi, Andrea Byers - Violines - Marina Manoukian, Daniela Sindoni, Jing Wang, Zhen Wang, Todor Pelev - Violines - Ray Tischer, Peter Hatch, Darrin McCann, Karl Albrecht - Violas - Jeffry Kaatz, John Fare, Sevan Pogosian, Steve Richards, Alan Mautner - Cellos |